# Atakor
L'Atakor (propriamente Atakor n Ahaggar, "nodo sporgente dell'Ahaggar") è la parte centrale e più elevata del massiccio dell'Ahaggar, che si estende per circa 3200 km², con un'altitudine media superiore ai 1500 metri (1800 km² superano i 2000 m).
L'Atakor racchiude le cime più elevate dell'Ahaggar: il monte Tahat (2908 m), il Picco Ilaman (2739 m), l'Asekrem (2.726 m). Il nome, che propriamente indica un nodo sporgente evoca bene l'aspetto fisico della regione, dalla quale si dipartono tre grandi valloni fossili: l'Igharghar, in direzione nord, che giunge fino al Oued Righ, l'Azawagh, che raccoglie le acque del suo versante orientale e si dirige verso sud fino al Niger, nonché un sistema di vallate che puntano invece in direzione ovest.
Per la sua posizione elevata l'Atakor gode di condizioni climatiche particolarmente favorevoli, sia per le temperature più miti sia per la maggior frequenza delle precipitazioni, e non a caso è intorno alla sua base che si trovano gli insediamenti più importanti dell'Ahaggar, come Idelès e Tamanrasset.